# To Get Her Together
To Get Her Together è l'ottavo album in studio della cantante olandese Anouk, pubblicato il 20 maggio 2011 dalla EMI.

## Tracce
1. To Get Her Together – 2:32
2. Killer Bee – 3:01
3. Ms. Crazy – 4:09
4. What Have You Done – 3:40
5. Save Me – 3:57
6. Any Younger – 3:25
7. I'm a Cliche – 4:24
8. Down & Dirty – 4:09
9. Little Did I Know – 3:29
10. Better Off Alone – 3:38
11. Been Here Before – 4:25

## Classifiche
| Paese            | Posizione più alta |
| ---------------- | ------------------ |
| Belgio (Fiandre) | 4                  |
| Paesi Bassi      | 1                  |